# Franz von Gravenreuth
Franz von Gravenreuth (* 1773 in Stenay; † 10. September 1812 in Polazk) war ein bayerischer Generalstabsoffizier in den napoleonischen Kriegen und Ritter der Ehrenlegion.

## Leben
Franz Freiherr von Gravenreuth wurde 1773 als zweitgeborener Sohn des in französischen Diensten stehenden Kavallerieobersten Wilhelm von Gravenreuth und seiner Frau Marie Victoire de La Roue im lothringischen Stenay geboren. Seine Brüder waren der spätere Staatsrat Karl Ernst von Gravenreuth und der spätere General Kasimir von Gravenreuth.
Er trat 1796 als Offizier in das preußische Infanterieregiment Laurens ein (Altpreußisches Infanterieregiment No. 56). Mit Gesuch vom 30. Mai 1800 bat er Kurfürst Max Joseph um Übernahme in das bayerische Heer, die ihm aber erst im August 1803 durch eine Anstellung als Hauptmann im Generalstab gewährt wurde. Als solcher arbeitete er eng mit seinem Bruder Karl zusammen, der ihn als Armeeminister vielfach in schwierigen Missionen bei den geheimen Vorbereitungen zur Ratifizierung des Bündnisvertrages mit dem napoleonischen Frankreich einsetzte (Bogenhausener Vertrag), unter anderem als Gesandten in das Hauptquartier des österreichischen Generalquartiermeisters Mack in München, um die Absichten der Österreicher zu sondieren.
Im Vierten Koalitionskrieg 1806/07 gegen Preußen und Russland befand sich Gravenreuth im schlesisch-preußischen Feldzug als Major im Gefolge des Kronprinzen Ludwig und reiste in vertraulichen Missionen als Kurier zwischen dem königlich-bayerischen Hof und der Front, auch zeitgleich mit dem Aufenthalt seines Bruders Karl im Hauptquartier Napoleons in Schloss Finckenstein. Mit Ordensdiplom vom 10. Februar 1806 erhielt er für seine Dienste das Kreuz der französischen Ehrenlegion.
Im Russlandfeldzug 1812 war er Generalstabsoffizier des bayerischen Oberkommandierenden Erasmus von Deroy beim 1. (bayerischen) Armeekorps. Wie Deroy wurde er in der Ersten Schlacht bei Polozk am 18. August 1812 so schwer verwundet (ein Fuß musste amputiert werden), dass er, völlig entkräftet, am 10. September 1812 in den Armen seines Bruders Kasimir starb. Mit zahlreichen weiteren gefallenen Bayern wurde er im sogenannten Bayerngrab im Kirchhof von St. Xaver zwischen Polozk und dem Dorf Spas bestattet.